# Nederlandsch-Indische Lijnwadenverordening

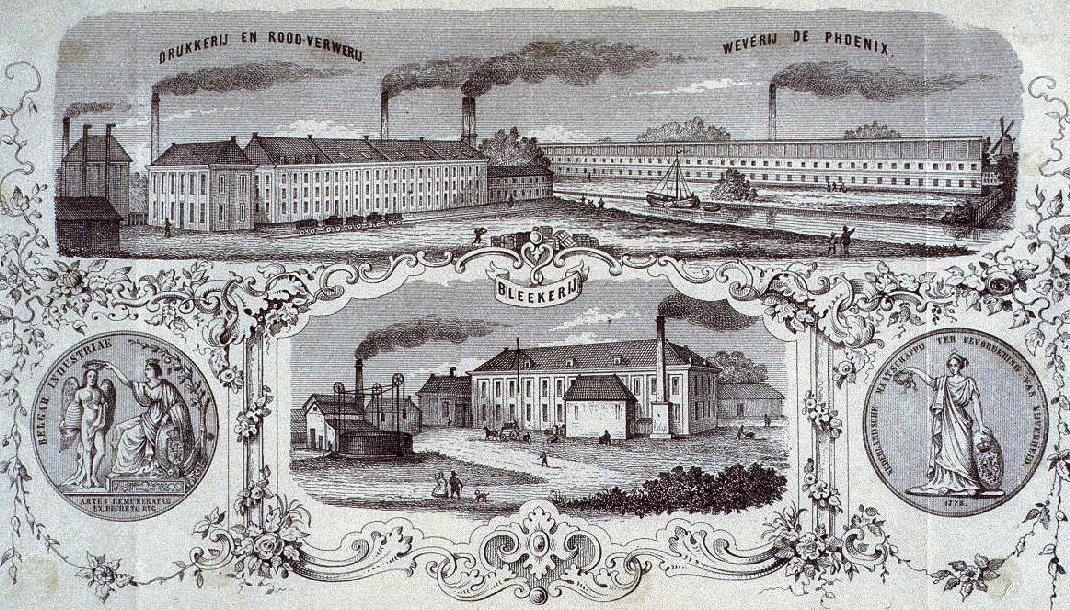
Voorbeeld van een katoenfabriek in Nederland

De Nederlandsch-Indische Lijnwadenverordening van 1824 was een protectionistische maatregel om de afzet van de Nederlandse textielhandel in Java en Madura te beschermen tegen buitenlandse, voornamelijk Britse, invloeden.
Ondanks de Nederlandse herovering van Java op Groot-Brittannië in 1816 domineerden de Britten de katoen en textielhandel in dit gebied. De sterke economische positie stelde het Britse Rijk in staat om goedkoop grote hoeveelheden katoen in te kopen en dit vervolgens te verwerken tot textiel. De Britse textielindustrie profiteerde aanzienlijk door de grote afzetmarkt van het Britse Rijk. Vele soorten textiel werden verkocht in de (voormalige) koloniën zoals de Verenigde Staten, India en Australië. De combinatie van de lage inkoopprijs van katoen en de enorme afzetmarkt voor de textielproducenten kan gezien worden als een van de belangrijkste factoren voor de snelle industrialisatie van Groot-Brittannië in de 19e eeuw.
De Britse textielproducenten verkochten hun waar niet alleen in de Britse koloniën maar ook in andere gebieden zoals op de, door de Nederlanders beheerste, eilanden Java en Madura. Doordat de Britse textielproducenten het katoen goedkoper konden inkopen was het vervolgens ook mogelijk om het geproduceerde textiel goedkoper te verkopen. Dit was nadelig voor de Nederlandse textielproducenten, die door deze slechte concurrentiepositie hun producten nauwelijks meer konden verkopen op Java en Madura. Om de positie van de Nederlandse textielproducenten te verbeteren besloot de Nederlandse regering op 25 april 1824 de Nederlandsch-Indische Lijnwadenverordening goed te keuren.

## Inhoud verordening
De verordening hield in dat Nederlandse textielproducenten voorrang kregen op de eilanden Java en Madura. In het eerste deel van de wet wordt dit duidelijk:
De Regering het steeds als een der voornaamste en belangrijkste voorwerpen van hare zorgen heeft beschouwd om door alle gepaste en doelmatige middelen de producten van den vanderlandschen grond of de voortbrengselen van Nat. Nijverheid, boven die van alle anderen, te begunstigen, en derzelver aanvoer aan te moedigen.
Deze voorrang werd bewerkstelligd door de vrijstelling van importtarieven voor Nederlandse producenten terwijl buitenlandse producenten werden verplicht om vanaf 25 april 1824 importbelastingen te betalen.

## Gevolg
Het gevolg van deze verordening voor de Nederlandse en met name de Twentse textielproducenten was groot. Al in 1829 kwam 68 procent van Javaanse textielimport uit Nederland en de Twentse textielindustrie werd volledig afhankelijk van de Javaanse markt.